# Alda (Guglielmo di Blois)
L'Alda è un'opera della letteratura medievale francese in latino, composta nella seconda metà del XII secolo da Guglielmo di Blois, fratello del più famoso Pierre de Blois. 
L'opera si iscrive nel genere letterario della cosiddetta commedia elegiaca, al confine tra poesia e teatro medievale. 
Al pari di quasi tutti gli altri esempi dello stesso filone letterario mediolatino, l'Alda è composta da distici elegiaci, in questo caso in numero di 566.

## Trama
L'opera è incentrata sulla storia di un amore contrastato, quello del giovane Pirro per la bellissima fanciulla Alda, orfana della madre, irraggiungibile per uno come lui, irrimediabilmente povero seppur di buoni natali. 
Per accostarsi all'oggetto del suo amore impossibile, di fronte all'ostacolo insormontabile, Pirro si serve di un espediente tipico, il travestimento in abiti femminili. Vestito da donna riesce infine a spuntarla, possedendo l'amata e ottenendo, dall'avaro e riluttante padre della ragazza, un matrimonio riparatore.

## Edizioni
- Karl Lohmeyer (curatore), Guilelmi Blesensis Aldae comoedia, Carolus Lohmeyer edidit, in Aedibus B.G. Teubneri in Lipsiae, 1892 (on line da Internet Archive, edizione del Codex Vindobonensis 312)
- Marcel Wintzweiller, in Gustave Cohen, La Comédie latine en France au XIIe siècle, Vol I, pp. 107-128 (Notice) pp. 129-151 (Texte établi), Les Belles Lettres, 1931
- Ferruccio Bertini, Alda, in Id. (a cura di), Commedie latine del XII e XIII secolo, vol. VI, Pubblicazioni dell'Istituto di filologia classica dell'Università di Genova, 1998 (pp. 11-109)